# City of Canterbury
City of Canterbury är ett distrikt (motsvarande kommun) i grevskapet Kent i England, Storbritannien. Distriktet har 157 550 invånare (2022). Större orter är Canterbury, Herne, Herne Bay och Whitstable. Canterbury, Herne och Whitstable ingår inte i någon civil parish. Resten av distriktet är indelat i 27 civil parishes.